# 洮州卫城
洮州卫城位于中华人民共和国甘肃省甘南藏族自治州临潭县新城镇，是中华人民共和国现存最大的卫城。该城初名为侯和城，北魏时被重建，并改名为洪和城，明代时改建为今洮州卫城，2013年在地震中严重受损。该城坐北朝南，周长5430米，南侧临河，其余三面临山。2003年和2013年，洮州卫城先后被列为甘肃省文物保护单位和全国重点文物保护单位。

## 历史

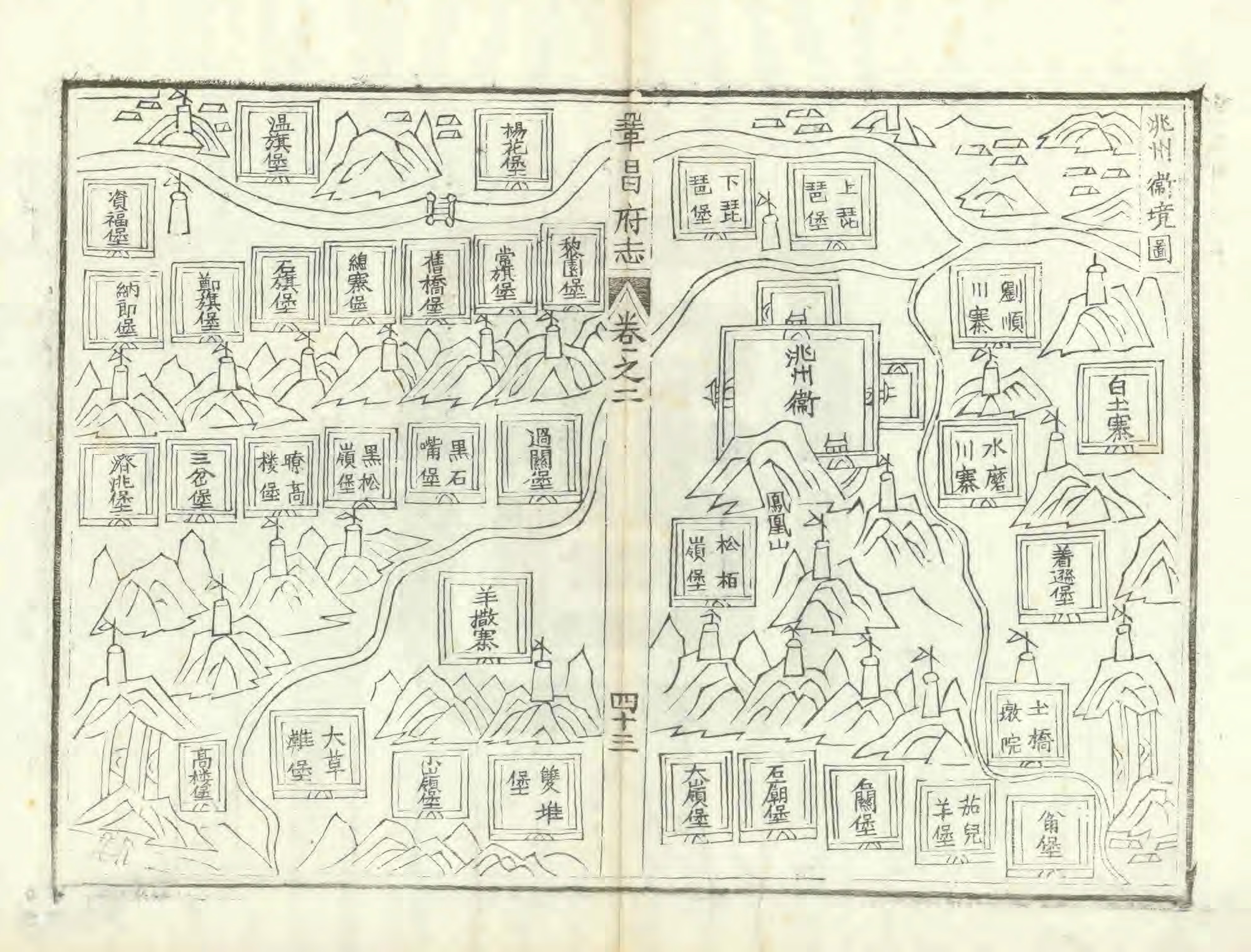
清康熙二十七年（1688）《巩昌府志》洮州卫境图

洮州卫城始建于汉代，初名为侯和城。北魏太和五年（公元481年）时，吐谷浑王伏连筹重建该城，并将其命名为洪和城。唐朝时，该城是唐蕃古道上的古镇之一，五代和北宋时期一度为吐蕃所占。明朝洪武十二年（1379年），洮州十八族发生叛乱，明太祖朱元璋派平西将军沐英、大将军金朝兴和曹国公李文忠率军平叛，并很快平息了叛乱。之后，明军的军民千户所从旧洮堡（今临潭县城关镇）迁至洪和城，并将残破的洪和城重新修改成一座新城，升格为洮州卫指挥使司，隶属陕西都司管辖，该新城是为洮州卫城。中华民国时期，该城曾作为临潭县县政府驻地。1936年，红军在长征中曾在此建立过苏维埃政权。2003年11月，洮州卫城被列为甘肃省文物保护单位。2013年3月，洮州卫城被列为全国重点文物保护单位。当年6月，甘肃岷县、漳县发生6.6级地震，洮州卫城在地震中多处受损，其中城门、城墙共出现6处塌陷和26处裂缝，塌落的土方量达510.4立方米。2015年11月，甘南藏族自治州人民政府正式为“洮州卫城遗址修缮及历史文化游览区开发项目”向全社会招标。

## 结构
洮州卫城位于中华人民共和国甘肃省甘南藏族自治州临潭县新城镇东陇山脚下的南川边，是中华人民共和国境内现存最大的卫城。该城坐北朝南，东北高，西南低，形状呈不规则的矩形。城墙总周长5430米，高9.9米，墙基宽7.92米，城墙顶部宽6.6米。护城池深5米，宽4米。城头为古砖镶，有2050个雉堞。卫城总占地面积2.98平方千米，整体为为前后城结构，前城占全城三分之二，位于平地上，南侧城墙依河而建；后城占全城三分之一，位于山地上，东侧、西侧和北侧均建在山上。前后城由一道东西向墙垣从中分隔。城墙最北端筑于垂直高度近300米的山脊，下临陡坡，形势险峻。后城又被纵向墙垣分隔为东西两块区域，西侧城墙外有一条南北向山脊，沿山脊构筑烽墩即烽火台四座。该城曾经有5座城门，东为“定武门”，南为“迎薰门”，西为“怀远门”，北为“仁和门”，西北侧半山腰上为“水西门”。现在仅有迎薰门保存较为完整，其余三座正门仅余瓮城。城墙上有16个马面、9个角墩。城内街道布局基本完好。